# Visions (Grimes)
Visions è il terzo album in studio della cantante canadese Grimes, pubblicato nel gennaio 2012 dall'etichetta 4AD.
Il disco è stato inserito nella lista dei finalisti per il Polaris Music Prize 2012. Nel 2013 si è aggiudicato il Juno Award nella categoria "Album di musica elettronica dell'anno".

## Descrizione
Il disco è stato registrato attraverso il software della Apple GarageBand nell'appartamento di Grimes a Montréal in circa tre settimane. Successivamente è stato mixato con Sebastian Cowan presso il La Brique Studio Space.
Il primo singolo estratto è stato Genesis (9 gennaio 2012), seguito da Oblivion (20 febbraio 2012).
Il video della canzone Oblivion, diretto da Emily Kai Bock, è stato pubblicato nel marzo 2012. Nel maggio seguente è stato diffuso il video di Nightmusic, diretto da John Londono. La stessa Grimes ha invece diretto il video di Genesis, pubblicato nell'agosto 2012 e girato a Los Angeles insieme a Brooke Candy.

## Accoglienza
Per quanto riguarda la critica, l'album è stato acclamato da tutti i più importanti siti e magazine dedicati: il portale AllMusic ha dato al disco il giudizio di 4/5, stesso giudizio (4/5) per The Guardian. Pitchfork conferisce a Visions il voto di 8,5/10, Rolling Stone quello di 3/5 mentre Spin quello di 7/10.
L'album è stato inserito da AllMusic al primo posto tra i "migliori album del 2012",
The Guardian al secondo posto della classifica relativa ai "best of" del 2012, così come NME; mentre Pitchfork Media lo ha piazzato al sesto posto.
Oblivion è stata riconosciuta "canzone dell'anno" per Pitchfork Media e PopMatters.

## Riedizioni
Nel 2012 una nuova versione dell'album è stata pubblicata dalla Rough Trade Records. Questa contiene un inedito (Ambrosia), due collaborazioni (Christmas Song con Jay Worthy e Song for Ric con Majical Cloudz) e due remix (Genesis ad opera di Skip e Be a Body effettuato da Baardsen).

## Tracce
Testi e musiche di Claire Boucher.
1. Infinite ♡ Without Fulfillment – 1:36
2. Genesis – 4:15
3. Oblivion – 4:12
4. Eight – 1:48
5. Circumambient – 3:43
6. Vowels = Space and Time – 4:21
7. Visiting Statue – 1:59
8. Be a Body (侘寂) – 4:20
9. Colour of Moonlight (Antiochus) (feat. Doldrums) – 4:00
10. Symphonia IX (My Wait Is U) – 4:53
11. Nightmusic (feat. Majical Cloudz) – 5:03
12. Skin – 6:09
13. Know the Way (Outro) – 1:45

## Formazione
- Grimes - voce, produzione
- Anna Akhmatova - "poetica"
- Jasper Baydala - layout
- Sebastian Cowan - masterizzazione, missaggio
- Mark Khair - disegno della testa di alieno

## Classifiche
| Classifica (2012) | Posizione massima |
| ----------------- | ----------------- |
| Belgio (Fiandre)  | 46                |
| Irlanda           | 1                 |
| Regno Unito       | 67                |
| Stati Uniti       | 98                |